# 天舟货运飞船
“天舟”货运飞船系列，是中国航天用于给天宫二号空间实验室以及天宫空间站提供补给服务的无人货运飞船載運系統。首艘天舟一号于2017年4月20日从海南文昌航天发射场使用新一代长征七号运载火箭发射升空。
天舟货运飞船承担的任务有：运送货物和燃料，开展部分空间实验。除此之外，在飞船再入大气层时还可以销毁空间站产生的垃圾，因此空间站产生的垃圾一般存放于货运飞船。自天舟六号起，天舟的发射频率为每两年三艘（每次发射间隔8个月）。
天舟货运飞船总设计师是白明生。

## 名称
2011年4月25日中国载人航天工程办公室向公众开放征名活动，为未来的中国货运飞船命名。7月8日，中国首位飞天的航天员杨利伟与中国科学院院士、空间技术专家戚发轫座谈中国中央电视台时揭晓入选前十名的名称，它们分别为：“天梭”、“鲲鹏”、“天舟”、“神龙”、“龙舟”、“神骥”、“天马”、“云梯”、“神驹”、“行者”。2013年10月31日，定名“天舟”，由“天宫号”空间站和“神舟号”载人飞船各取一字组成，代号“TZ”，来源于汉语拼音“Tiān Zhōu”。

## 用途
天舟货运飞船旨在补给天宫二号空间实验室以及中国空间站的推进剂、空气、航天员的饮料、食物以及用于维修空间站的更换设备，以延长空间实验室和空间站的运行寿命。货运飞船发射后会与空间实验室或空间站进行自动交会对接。为空间实验室或空间站自动补加推进剂以及空气。饮水、食物、以其他器物设备则需驻空间实验室或空间站的航天员从货运飞船上搬运到站内。同时，货运飞船亦可充当空间站的“垃圾桶”，航天员取出货运飞船升空携带的物品后，可将站内的废弃物品搬运到货运飞船上，关闭气闸后，货运飞船脱离空间站，返回地球时废弃物连同货运飞船在大气层中烧毁。这种做法与除了货运龙飞船以外的现有的绝大多数俄、欧、日、美等国的无人货运飞船的做法相同。

## 构造

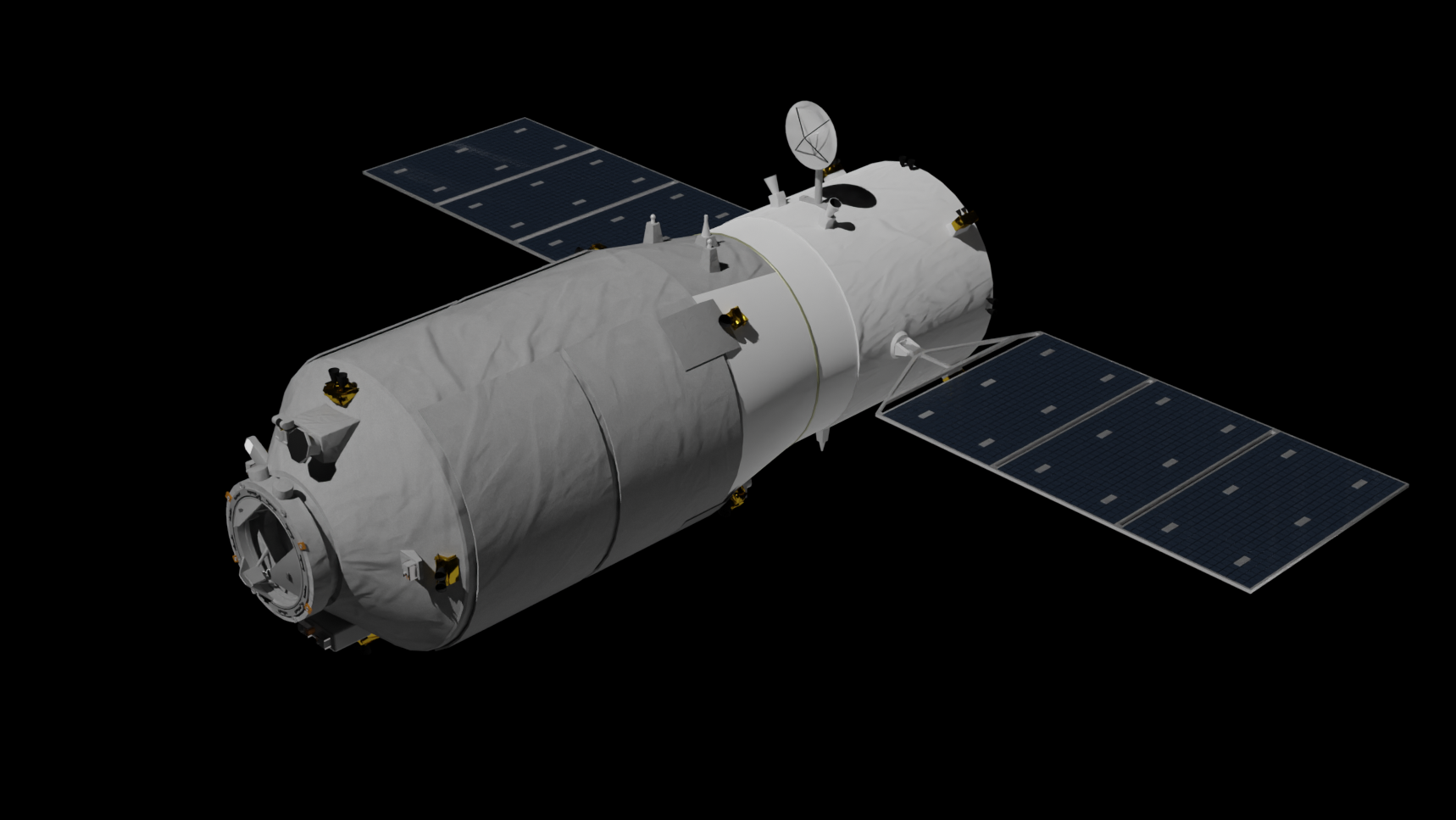
天舟飞船全密封标准型模拟图，后锥段为非密封舱

天舟货运飞船的构造基于天宫一号目标飞行器。天舟货运飞船船长约10.6米，太阳帆板展开后最大宽度14.9米，最大直径约3.35米，发射质量为13吨至14吨，体积和质量均超过天宮一号和天宫二号（約9噸），货物质量为6至7.4吨。天舟货运飞船总体结构由大直径的货物舱和小直径的推进舱组成。货物舱用于装载货物，而推进舱为整个飞船提供动力与电力。推进舱两侧各有一翼半刚性太阳能帆板三板，供电能力超过8千瓦。
天舟飞船依据货物舱类型，分为全密封、半密封半开放、全开放3个型谱，其中全密封型又分为标准型和改进型。标准型可配置4或8个推进剂贮箱，发射质量为13.5吨，货物质量为6.9吨，载货比0.51；改进型只配置4个推进剂贮箱，通过利用减少推进剂贮箱所多出的空间优化设备布置，利用原本非密封的后锥段空间，将密封舱体积从18.1立方米增加至22.5立方米，密封舱的货物运输空间提升20%，运输质量增加0.5吨至7.4吨，发射质量增加至14吨，载货比提升至0.53。改进型天舟飞船给航天员提供支撑的时间进一步加长，补给频率可由一年两艘降为两年三艘，大幅度提升经济效益。
半密封半开放货舱、全开放货舱的型号装有非加压用的货物进出口开放式仓壁，可用于装卸大型试验设备并可以通过空间站的机械臂抓取货物。半密封型谱突出大型舱外设备和试验载荷运输能力，主要执行应急维修任务；全开放型谱实现超大型试验载荷整体运输，支持空间站发展重大科学任务能力。目前还没有使用这两种货舱的天舟飞船执行任务。
天舟一号采用全密封型，天舟二号为全密封标准型，天舟三号、四号、五号为同一批次生产的全密封标准型（密封舱空间不变，三号和四号配置4个、五号配置8个推进剂贮箱），六号到十一号是另一批次生产的全密封改进型。

## 對比
以下对比以全密封改进型天舟为例。天舟的低地轨道上行运载能力为7.4吨，高于俄罗斯联邦航天局研制的进步号M型（2.60吨）、美国軌道科學公司的天鵝座宇宙飛船扩展型（2.70吨）、美国太空探索科技公司的天龙号太空船扩展型和龙飞船2号（3.31吨加压/非加压总和）以及日本宇宙航空研究開發機構已退役的H-II运载飞船（6.00吨加压/非加压总和），但低于欧洲空间局已退役的自動運載飛船（7.67吨）。天舟飞船的载荷比（运载货物的质量与包含货运飞船船体本身的总质量之比）高达53%，是世界最高。
货物种类方面，天舟飞船暂时只进行了运输加壓艙貨物的任务，尚未展示如H-II運載飞船與天龙号太空船可運送非加壓貨物的能力（不过有几次天舟任务在舱外携带并释放了立方星）。根据报道，天舟货运飞船的型谱包含半密封半开放货舱、全开放货舱的类型，未来将按需投用。此外，能够运载并补加推进剂至空间站也是天舟的一大亮点，天舟和俄罗斯进步号飞船是唯二具备该能力的现役货运飞船。
就货物尺寸而言，天舟飞船使用宽度为0.8米的圆形中国停泊接口，宽度与美国太空探索科技公司的龙飞船和龙飞船2号以及欧洲空间局已退役的自動運載飛船相当，窄于天鹅座货运飞船使用的宽0.94米的圆角方形CBM停泊接口，以及日本宇宙航空研究開發機構已退役的H-II运载飞船使用的宽1.2米的圆角方形CBM停泊接口（該艙門寬度可讓國際標準机柜通過）。
天舟没有設計返回舱，因此不具备携带载荷返回地球的能力。

## 任务
天宫二号空间实验室于2016年9月15日由长征二号F改进型运载火箭（天二）从甘肅省酒泉卫星发射中心发射升空。
天舟一号是于2017年从西昌卫星发射中心海南文昌航天发射场使用长征七号运载火箭发射中国新研制的首艘货运飞船。货运飞船的低地轨道运载能力约为6.5吨左右。与天宫二号自动交会对接成功后，为空间实验室补加推进剂。
2017年9月22日18时左右，天舟一号在完成空间实验室阶段任务及后续拓展试验后受控离轨，再入大气层烧毁。
天舟二号于2021年5月29日在海南文昌航天发射场使用长征七号运载火箭发射入轨，并于翌日5时01分同天和核心舱对接。此次任务载货约6.8吨，其中包括约3吨为天和核心舱补给的推进剂。

### 已执行的任务
| 生产 批次               | 任务名称 | 发射时间（UTC+8）                  | 发射地点           | 对接时间（UTC+8）                                                                      | 对接对象 | 再入时间（UTC+8）       | 备注 |
| ----------------------- | -------- | ---------------------------------- | ------------------ | -------------------------------------------------------------------------------------- | --- | ----------------------- | --- |
| 单独 生产 全密封 试验型 | 天舟一号 | 2017年4月20日 19时41分35秒361毫秒  | 海南文昌航天发射场 | 2017年4月22日 12时23分2017年6月19日 14时55分2017年9月12日 23时58分                     | 天宫二号 | 2017年9月22日 18时左右  | 在神舟十一号载人飞船任务结束之后升空。对天宫二号空间实验室进行三次无人对接，并为之补给燃料。 |
| 单独 生产 全密封 标准型 | 天舟二号 | 2021年5月29日 20时55分29秒373毫秒  | 海南文昌航天发射场 | 2021年5月30日 05时01分2021年9月18日 14时左右2022年1月6日 06时59分2022年1月8日 07时55分 | 天和核心舱（天宫空间站） 后向对接天和核心舱（天宫空间站） 前向对接天和核心舱（天宫空间站） 前向对接天和核心舱（天宫空间站） 前向对接 | 2022年3月31日 18时40分  | 在神舟十二号载人飞船任务之前发射，与天宫空间站天和核心舱进行无人对接，并为之补给燃料和物资。 原计划于2021年5月20日发射，后因故两次推迟于5月29日发射升空。 与天和核心舱进行4次对接、在轨305天，均是本系列飞船最高记录。 |
| 第一 批次 全密封 标准型 | 天舟三号 | 2021年9月20日 15时10分11秒392毫秒  | 海南文昌航天发射场 | 2021年9月20日 22时08分2022年4月20日 09时06分                                           | 天和核心舱（天宫空间站） 后向对接天和核心舱（天宫空间站） 前向对接                                                                   | 2022年7月27日 11时31分  | 在神舟十三号载人飞船任务之前发射，与天宫空间站天和核心舱进行无人对接，并为之补给燃料和物资。 |
| 第一 批次 全密封 标准型 | 天舟四号 | 2022年5月10日 01时56分37秒376毫秒  | 海南文昌航天发射场 | 2022年5月10日 08时54分                                                                 | 天和核心舱（天宫空间站） 后向对接 | 2022年11月15日 07时21分 | 在神舟十四号载人飞船任务之前发射，与天宫空间站天和核心舱进行无人对接，并为之补给燃料和物资。 |
| 第一 批次 全密封 标准型 | 天舟五号 | 2022年11月12日 10时03分12秒374毫秒 | 海南文昌航天发射场 | 2022年11月12日 12时10分 2023年6月6日 03时10分                                          | 天和核心舱（天宫空间站） 后向对接天和核心舱（天宫空间站） 前向对接                                                                   | 2023年9月12日 9时13分   | 在神舟十五号载人飞船任务之前发射，与天宫空间站天和核心舱进行首次有人对接。 创造航天器与在轨运行空间站交会对接的最短时间世界记录（2小时07分）                                                                           |
| 第二 批次 全密封 改进型 | 天舟六号 | 2023年5月10日 21时22分51秒405毫秒  | 海南文昌航天发射场 | 2023年5月11日 05时16分                                                                 | 天和核心舱（天宫空间站） 后向对接 | 2024年1月19日 20时37分  | 在神舟十六号载人飞船任务之前发射，与天宫空间站天和核心舱进行有人对接，并为之补给燃料和物资。第二批次首船，货物运输能力由6.9吨提升到7.4吨，补给频次由一年两艘调整为两年三艘。                                           |
| 第二 批次 全密封 改进型 | 天舟七号 | 2024年1月17日 22时27分30秒728毫秒  | 海南文昌航天发射场 | 2024年1月18日 01时46分                                                                 | 天和核心舱（天宫空间站） 后向对接 | 2024年11月17日 21时25分 | 在神舟十七号载人飞船任务之后发射，与天宫空间站天和核心舱进行有人对接。此次採用的3小時標準對接流程，尚屬首次，此前還有設計過2小時，6.5小時對接方案，總結這些經驗平衡了速度與風險。                                      |
| 第二 批次 全密封 改进型 | 天舟八号 | 2024年11月15日 23时13分18秒219毫秒 | 海南文昌航天发射场 | 2024年11月16日 02时32分                                                                | 天和核心舱（天宫空间站） 后向对接 | 2025年7月9日 06时42分   | 在神舟十九号载人飞船任务之后发射，与天宫空间站天和核心舱进行有人对接。此次採用的3小時標準對接流程。 |

### 进行中的任务
| 生产 批次               | 任务名称 | 发射时间（UTC+8）     | 发射地点           | 对接时间（UTC+8）     | 对接对象                          | 备注                                                                                                |
| ----------------------- | -------- | --------------------- | ------------------ | --------------------- | --------------------------------- | --------------------------------------------------------------------------------------------------- |
| 第二 批次 全密封 改进型 | 天舟九号 | 2025年7月15日 5时34分 | 海南文昌航天发射场 | 2025年7月15日 8时52分 | 天和核心舱（天宫空间站） 后向对接 | 在神舟二十号载人飞船任务之后发射，与天宫空间站天和核心舱进行有人对接。此次采用的3小时标准对接流程。 |

### 计划中的任务
| 生产 批次               | 任务名称   | 发射时间（UTC+8） | 发射地点           | 对接时间（UTC+8） | 对接对象                          | 备注               |
| ----------------------- | ---------- | ----------------- | ------------------ | ----------------- | --------------------------------- | ------------------ |
| 第二 批次 全密封 改进型 | 天舟十号   | 预计2026年        | 海南文昌航天发射场 | 预计2026年        | 天和核心舱（天宫空间站） 后向对接 |                    |
| 第二 批次 全密封 改进型 | 天舟十一号 | 预计2026年        | 海南文昌航天发射场 | 预计2026年        | 天和核心舱（天宫空间站） 后向对接 | 第二批次最后一艘船 |

## 图集

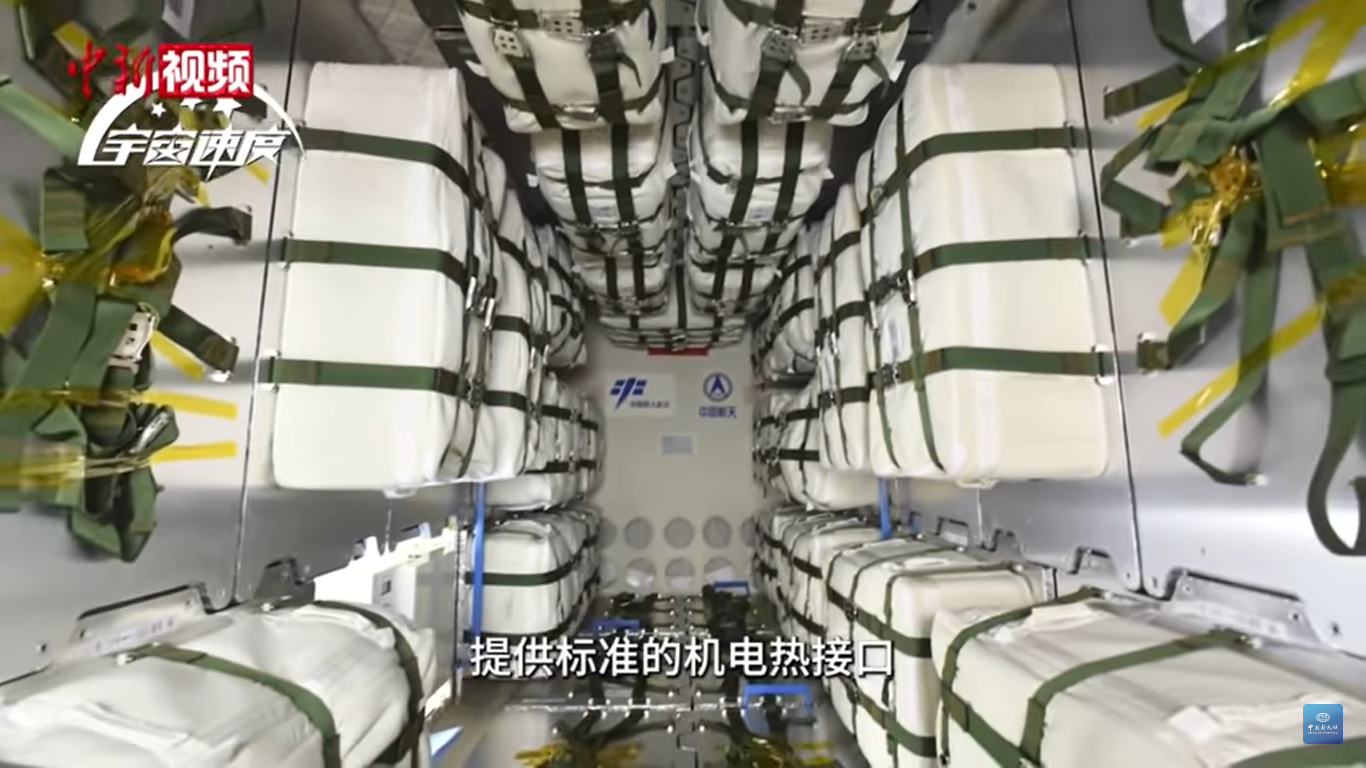
舱内视角
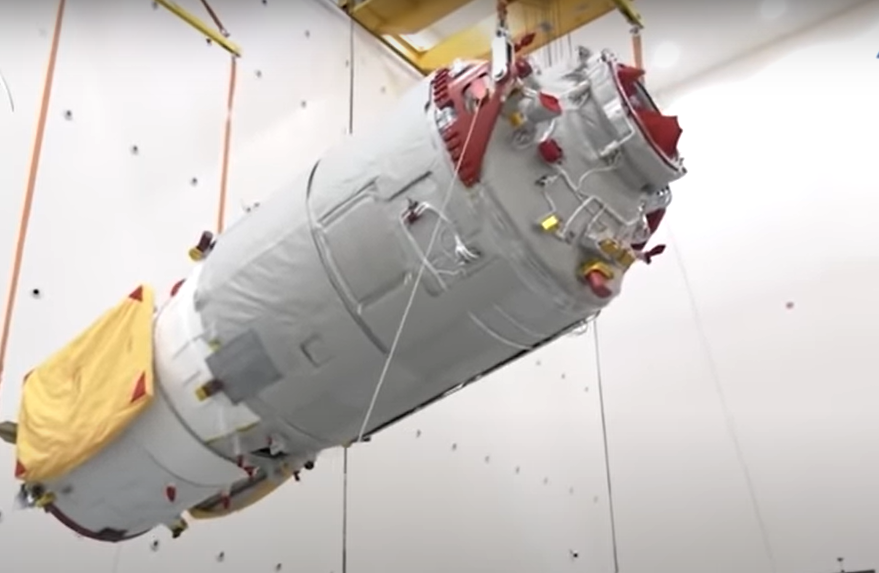
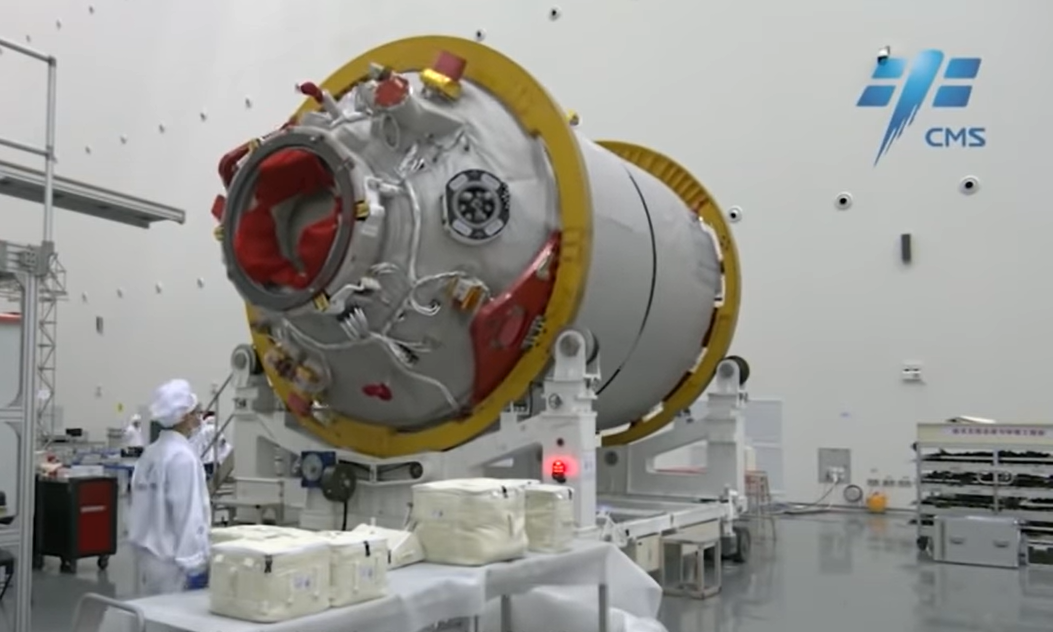
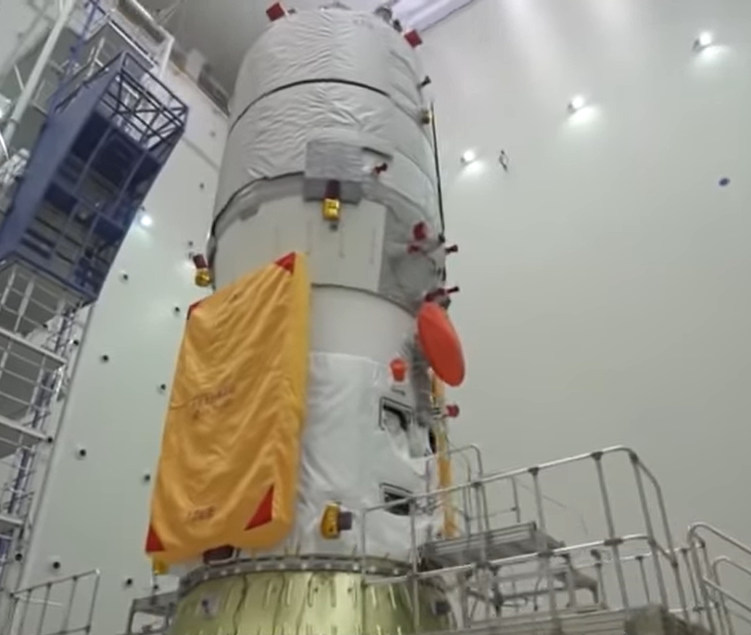
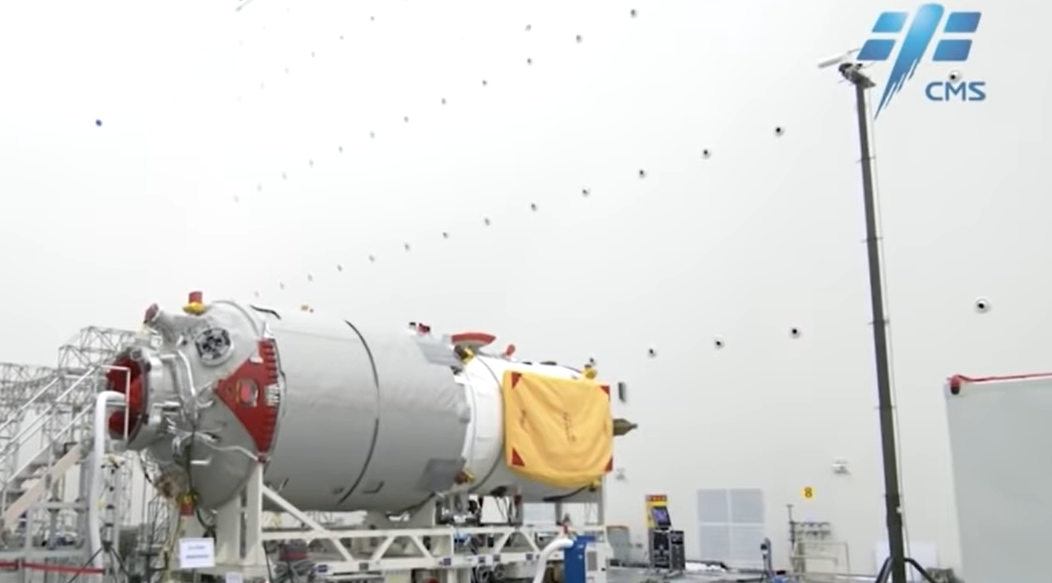

## 参阅
- 天宫空间站
- 天宫二号
- 神舟飛船
- 中国空间站低成本货物运输系统
  - 轻舟货运飞船
  - 昊龙货运航天飞机
- 进步号M型货运飞船（Прогресс-М）
- 自動運載飛船（ATV）
- H-II运载飞船（HTV）
- 太空探索技術公司：龙飞船（Dragon）
- 軌道科學公司：天鵝座宇宙飛船（Cygnus）